# Orthorrhynchium
Orthorrhynchium là một chi rêu trong họ Orthorrhynchiaceae.